# Utopia (televisieprogramma)
Utopia, ter onderscheiding van het latere vervolg ook wel Utopia 1 genoemd, is een van oorsprong Nederlands televisieprogramma dat is bedacht en ontwikkeld door John de Mol. In het programma verblijft een groep van vijftien mensen permanent op een afgesloten terrein dat is uitgerust met camera's, zodat ze voortdurend door de kijkers kunnen worden gevolgd. De Nederlandse versie werd elke werkdag uitgezonden op SBS6. Op 30 november 2017 werd bekendgemaakt dat het programma op 1 juni 2018 zal stoppen. De reden is dat het huurcontract voor het terrein in Laren, waar het programma wordt opgenomen, niet kan worden verlengd.
Op donderdag 6 april 2018 werd bekendgemaakt dat Utopia door zal gaan op een ander terrein, met nieuwe deelnemers alsmede bekende gezichten. Vanaf 4 juni 2018 tot en met 20 december 2019 was Utopia 2 iedere werkdag te zien.

## Opzet
Na het succes van de televisieprogramma's Big Brother en De Gouden Kooi besloot De Mol een nieuwe variant op dit concept te ontwikkelen. Uitgaande van De Gouden Kooi voegde hij meer elementen toe van het televisieprogramma Expeditie Robinson en aspecten van het boek Utopia. Er ontstond een programma waarin wordt geregistreerd hoe een groep van 15 personen vierentwintig uur per dag met elkaar samenleeft op een afgesloten stuk terrein. De registratie vindt plaats met talloze camera's. Volgens journalist Malou van Hintum is het programma een variant op het in 2000 door de BBC uitgezonden succesvolle televisieprogramma Castaway, waarin een groep van 36 personen op een afgelegen eiland in Schotland een jaar lang een nieuwe samenleving ging opbouwen.
Volgens verschillende media zou Utopia het laatste redmiddel zijn voor SBS6, dat begin 2014 een slechte marktpositie had., maar John de Mol sprak dit tegen. De Mol verwachtte uiteindelijk 800.000 kijkers te trekken en wilde dat het programma maximaal een jaar op televisie zou zijn. Vanwege het succes besloot De Mol na een jaar door te gaan met het programma.
De inwoners hebben verschillende vaardigheden, levensvisies en gewoonten. Ze moeten min of meer in eigen levensonderhoud voorzien. Tijdens het verblijf mogen ze via brieven contact onderhouden met familie en vrienden en één keer tijdens het verblijf drie uur lang familie ontvangen. Alleen in noodgevallen mogen ze het terrein verlaten. Eens in de zoveel tijd vindt er een nominatieronde plaats, waarbij minimaal drie inwoners op de schopstoel kunnen belanden. Er komen vervolgens twee kandidaat-inwoners een paar dagen lang meedraaien in Utopia, waarna eentje door de bestaande inwoners wordt verkozen tot de nieuwe inwoner en de andere naar huis wordt gestuurd. De nieuwe inwoner moet vervolgens een dag later kiezen welke van de genomineerde inwoners moet vertrekken. Nieuwe inwoners mogen alleen de kleding die ze aan hebben en een kleine kist met spullen meenemen.
Inwoners mogen het programma ook vrijwillig verlaten. Doen ze dat echter binnen 15 maanden dan zijn ze een vooraf ingelegde borg kwijt, behalve als er sprake is van overmacht. Deze borg varieert van 0 tot 25.000 euro en gaat naar een goed doel naar keuze.

## Nederland

### Selectieronden
Er meldden zich ruim 4500 mensen voor de aanvang van het programma aan en daarvan bleven er na de eerste selectie veertig over. De Mol besloot te helpen bij de selectie van de uiteindelijke vijftien deelnemers. Aan de overige vijfentwintig kandidaten werd gevraagd of ze mee wilden werken aan een testuitzending om na te gaan of het concept nog aangepast moest worden. Dit leidde onder meer tot het verlagen van het initiële budget van de deelnemers. Op 31 december 2013 gingen de eerste vijftien deelnemers het terrein op. De locatie is het zuidelijkste stuk van het voormalige Asielzoekerscentrum Crailo in de gemeente Laren. Na aanvang van het programma kon men zich weer aanmelden. Dit heeft 1.000 inschrijvingen opgeleverd.

### Start en verloop
Bij aanvang van Utopia waren er alleen een kale loods met een waterleiding en een elektriciteitsleiding, een onbewerkt stuk land, een kapotte tractor, twee koeien, vijfentwintig kippen, een telefoon met vijfentwintig euro aan beltegoed en een kluis met tienduizend euro. Daarnaast kregen de inwoners direct na de start de onverwachte gelegenheid om nog één keer naar huis te gaan om in 15 minuten tijd een kist met spullen te vullen. Ze mochten daarvoor 30 minuten met elkaar overleggen wie wat ging meenemen. Daarna moesten ze zelf geld gaan verdienen binnen Utopia. Benodigde goederen kunnen ze bestellen bij een beperkt aantal leveranciers.

### Einde eerste jaar
Aan het einde van 2014 werd inwoner Giorgio uitgeroepen tot Utopiaan van het jaar. Hij kreeg de inhoud van de kas (€ 23.688). Bovendien mochten de inwoners die voor 1 oktober 2014 in het programma waren gekomen zelf bepalen of ze wilden blijven of niet. Drie inwoners besloten te stoppen.

### Einde tweede jaar
Aan het einde van 2015 werd inwoner Ivan uitgeroepen tot Utopiaan van het jaar. Hij kreeg de inhoud van de kas (€ 17.236). Verder mocht hij 3 beloningen van respectievelijk € 1000,-,  € 2500,- en € 5000,- geven aan drie medebewoners. Niet veel later kreeg hij nog een opdracht: hij moest een van zijn medebewoners wegsturen uit Utopia.

### Einde derde jaar
Aan het einde van 2016 werd inwoner Bas uitgeroepen tot Utopiaan van het jaar. Hij kreeg de inhoud van de kas (€ 15.941). Verder mocht hij 3 beloningen van respectievelijk € 1000,-,  € 2500,- en € 5000,- geven aan drie medebewoners.

### Nominaties
De nominaties van Utopia in Nederland vonden in 2014 eens in de vier weken plaats. Sinds januari 2015 vinden de nominaties eenmaal in de 8 weken plaats. Kijkers kunnen via internet kiezen uit drie nieuwe kandidaten, waarvan de twee met de meeste stemmen een tijdelijk visum krijgen. Eerst vindt er nog een nominatieronde plaats. Alle inwoners kunnen ieder drie stemmen verdelen hoe ze maar willen. Ze mogen niet op zichzelf stemmen. Daarnaast mogen ook de kijkers meebeslissen wie genomineerd moet worden. In mei 2014 werd het nominatieproces eenmalig omgedraaid. Er werden toen positieve stemmen gegeven. De inwoners met de minste stemmen waren in dat geval de genomineerden.
Een dag na de nominaties komen de twee kandidaten met het tijdelijke visum voor vier dagen meedraaien in Utopia. Daarna gaan de bestaande inwoners beslissen welke van deze twee kandidaten de nieuwe inwoner wordt. Hiervoor heeft elke inwoner één stem en de meeste stemmen gelden. De nieuwe inwoner zal vervolgens een dag later moeten kiezen welke van de genomineerde inwoners het terrein moet verlaten.

### Uitzendingen
De gebeurtenissen op het terrein konden gevolgd worden via nieuwsberichten en de livestreams op de website, een app en de sociale media. Men kon een dag-, week- of maandabonnement("Utopiapaspoort") afsluiten waarmee men toegang kreeg tot alle beschikbare informatie. Ook kon men hiermee stemmen tijdens de nominaties. In januari 2014 was de toegang tot alle informatie gratis.
Daarnaast werd er op werkdagen een compilatie van de gebeurtenissen uitgezonden op SBS6 van 19:30 tot 20:00 uur. In eerste instantie zou het programma van 19:30 tot 20:30 uur worden uitgezonden, maar vanwege de concurrentie met andere tv-programma's vanaf 20:00 uur werd besloten om de uitzending in te korten tot een half uur. Enkele afleveringen duurden wel een uur, waaronder de eerste aflevering.
De eerste drie weken liepen de afleveringen 7 tot 10 dagen achter op de werkelijkheid. Na kritiek besloten SBS6 en Talpa via een online enquête te peilen wat de kijkers graag wilden zien en hoe de uitzendingen verbeterd kon worden. Bijna alle 13.000 stemmers waren het erover eens dat de uitzendingen actueler moesten worden. Om dat te bewerkstelligen werden in een aantal afleveringen tijdelijk 2 à 3 dagen in Utopia behandeld in plaats van één dag. Sinds week 5 wordt in de maandaguitzending de vrijdag en de zaterdag behandeld en de rest van de week lopen de uitzendingen twee dagen achter. Op de dag van de finale waren de livestreams niet meer bereikbaar, zodat de finale nog door niemand was gezien totdat deze uitgezonden werd.

### Finale
Eind november 2017 werd bekendgemaakt dat het programma op 1 juni 2018 zal stoppen. De reden voor het stoppen van het programma was dat het huurcontract voor het terrein in Laren, waar het programma werd opgenomen, niet kon worden verlengd. Om voor een spectaculair einde te zorgen werd er op 12 maart 2018 bekendgemaakt dat de finale begonnen was en dat er elke week, op maandag, een nominatie plaats zou vinden. Elke maandag kreeg elke Utopiaan drie stemmen die hij/zij mocht verdelen of vol op één deelnemer mocht geven, de twee deelnemers die de meeste stemmen hadden ontvangen waren genomineerd en maakten kans om het programma te verlaten. Elke dag later, op dinsdag, vond het positief stemmen plaats. Elke Utopiaan kreeg op dat moment één medaillon deze moesten ze geven aan een van de twee genomineerden van wie ze wilden dat die in het programma moest blijven. De Utopiaan met de meeste stemmen mocht in het programma blijven en de ander, met de minste stemmen, moest het programma binnen een uur verlaten. Tijdens de finale hoefde er één week niet gestemd te worden en een andere keer werd er positief gestemd. Wie met positief stemmen de minste stemmen kreeg werd genomineerd. Een aantal maanden later werd bekendgemaakt dat het programma een doorstart ging maken onder de naam Utopia 2, wel werd er voor gekozen om de finale van dit programma gewoon door te laten gaan en dat er op 1 juni 2018 een winnaar bekend wordt gemaakt.
Na de eliminatie van deelneemster Romy, op 22 mei 2018, kwam er een zwarte brief het terrein op. In de brief stond beschreven dat het einde van de finalestrijd in het zicht is. Vanaf dit moment waren er vijf deelnemers over en werden er geen nominaties gehouden. De vijf overgebleven deelnemers moesten op vrijdag 25 mei positief stemmen. Elke deelnemer kreeg de volgende stemmen: 0, 1, 3 en 6, die ze elk over de vier andere deelnemers moesten verdelen. Deze telling telde voor de helft mee, ook konden de paspoorthouders een stem uitbrengen, wat goed was voor 5% van de stemmen. De overige 45% kwamen van de kijkers, die konden bellen en sms'en op hun favoriet. Dit samen gecombineerd zorgde voor een score, degene die de hiermee de hoogste score had won Utopia en mocht zich de Utopiaan van de eeuw noemen.
De finale werd uiteindelijk met 31,29% van de stemmen gewonnen door Ivan, hij won ruim 51.000 euro.

### Finalisten
In het programma hebben na 4,5 jaar ruim 105 verschillende deelnemers in Utopia gewoond. Hieronder is een overzicht te zien van alleen de Utopianen die deel hebben genomen aan de finale. De Utopianen die voor de finale in Utopia hebben gewoond en hebben deelgenomen aan het programma zijn dus niet in dit overzicht terug te vinden.
| Nr. | Naam    | Leeftijd | Beroep                      | Verblijf                    | Opmerkingen                                    |
| --- | ------- | -------- | --------------------------- | --------------------------- | ---------------------------------------------- |
| 1   | Ivan*   | 30 jaar  | Ondernemer, kapper          | 1 jan. 2018 - 30 mei 2018   | Winnaar met 31,29% van de stemmen              |
| 2   | Bas*    | 28 jaar  | Kok                         | 25 jan. 2018 - 30 mei 2018  | Runner-up met 22,05% van de stemmen            |
| 3   | Mehmet  | 34 jaar  | Assistent-supermarktmanager | 13 nov. 2017 - 30 mei 2018  | Geëindigd als derde met 20,83% van de stemmen  |
| 4   | Fay     | 22 jaar  | Hostess                     | 20 mrt. 2017 - 30 mei 2018  | Geëindigd als vierde met 15,46% van de stemmen |
| 5   | Demi    | 22 jaar  | Hostess                     | 20 mrt. 2017 - 30 mei 2018  | Geëindigd als vijfde met 10,37% van de stemmen |
| 6   | Romy    | 25 jaar  | Accountmanager              | 28 mrt 2016 - 22 mei 2018   | Geëlimineerd op 22 mei 2018                    |
| 7   | Linda   | 36 jaar  | Maatschappelijk werker      | 14 jul. 2017 - 16 mei 2018  | Geëlimineerd op 16 mei 2018                    |
| 8   | Cemal   | 24 jaar  | Bouwer, model               | 16 feb. 2016 - 8 mei 2018   | Geëlimineerd op 8 mei 2018                     |
| 9   | Billy*  | 35 jaar  | Kunstenaar                  | 22 jul. 2016 - 1 mei 2018   | Geëlimineerd op 1 mei 2018                     |
| 10  | Baldr   | 43 jaar  | EHBO-docent                 | 9 okt. 2017 - 24 apr. 2018  | Geëlimineerd op 24 april 2018                  |
| 11  | Beau    | 28 jaar  | Docent                      | 23 apr. 2017 - 17 apr. 2018 | Geëlimineerd op 17 april 2018                  |
| 12  | Madilia | 29 jaar  | Docent                      | 1 jun. 2017 - 3 apr. 2018   | Geëlimineerd op 3 april 2018                   |
| 13  | Chipp   | 24 jaar  | Barman                      | 10 mei 2017 - 27 mrt. 2018  | Geëlimineerd op 27 maart 2018                  |
| 14  | René    | 39 jaar  | Idealist                    | 26 feb. 2017 - 20 mrt. 2018 | Geëlimineerd op 20 maart 2018                  |
| 15  | José    | 58 jaar  | Restauranteigenaar          | 6 sep. 2017 - 13 mrt. 2018  | Geëlimineerd op 13 maart 2018                  |

* Deze deelnemers hebben twee keer in het programma gezeten. Alleen de laatste verblijfstatus staat vermeld in deze tabel.

## Internationaal
Voordat het programma op televisie was, werd vanuit diverse landen al belangstelling getoond, waarbij Duitsland, Frankrijk en het Verenigd Koninkrijk serieuze kopers waren.
Op 23 januari 2014 werd Utopia verkocht aan Fox Broadcasting Company. De Amerikaanse versie zou volgens John de Mol nog primitiever worden, omdat de deelnemers van de Nederlandse versie het volgens hem bij de start te gemakkelijk hadden. De Amerikaanse versie begon op 29 augustus 2014, en de eerste televisie-uitzending vond plaats op 7 september 2014 en trok 4,6 miljoen kijkers. Het programma werd daar aanvankelijk twee keer per week op primetime uitgezonden. Wegens tegenvallende kijkcijfers is er sinds oktober 2014 nog maar één uitzending. Op 2 november werd bekend dat het programma in Amerika stopte. Utopia werd in Amerika gepresenteerd door Dan Piraro. Voor de Amerikaanse versie werd gekozen om de openingsmelodie Say heaven say hell van Miss Montreal, die voor de Nederlandse versie werd gebruikt, in te laten zingen door de Amerikaanse rockband Daughtry, zodat het nummer een beter Amerikaanse uitspraak en meer publiciteit zou krijgen.
In maart 2014 werd het programma-idee verkocht aan de Turkse televisiezender TV 8 en een maand later aan het Duitse ProSiebenSat.1 Media.
De Duitse versie van Utopia startte op 22 februari 2015 en trok bij de eerste aflevering ruim 3 miljoen kijkers. In Duitsland heette het programma Newtopia en was het net als in Nederland elke werkdag te zien, op Sat.1. Net als de Amerikaanse versie van Utopia kende ook deze versie geen lang bestaan. Na een half jaar ging het programma in Duitsland alweer van de buis vanwege het feit dat het programma bleek te worden gemanipuleerd door de programmamakers. Een productiemedewerkster van Talpa besprak in het geheim met de bewoners wat er ging gebeuren in Utopia en dat werd per ongeluk gefilmd, zodat het op de livestreams te zien was. Hierdoor werd ontdekt dat de Duitse Utopia niet echt een realityshow was en dus nep was. Dit tot woede van de kijkers die hierdoor massaal afhaakten, waardoor de kijkcijfers steeds lager werden. De betrokken productiemedewerkster werd per direct ontslagen. De Duitse zender ProSiebenSat 1, die Utopia uitzond, besloot daarom op 20 juli 2015 de stekker uit het programma te trekken.
De Turkse versie van Utopia heet Ütopya en wordt sinds oktober 2014 uitgezonden op TV 8. Zowel Duitsland als Turkije gebruiken net als Nederland de openingsmelodie Say heaven say hell van Miss Montreal.
In juni 2015 is een versie van Utopia in China van start gegaan.

## Utopia 2
Op 20 november 2017 werd naar buiten gebracht dat het programma zou stoppen. Maar een aantal maanden later op 6 april 2018 werd echter bekendgemaakt dat het programma toch door zal gaan, maar het zou starten met nieuwe deelnemers alsmede bekende gezichten op een ander naburig terrein. Het programma maakt op 4 juni 2018 een doorstart onder de naam Utopia 2. In december 2019 ging echter ook deze van de buis omdat SBS6 een nieuwe fase ingaat en andere programma's op het tijdslot van Utopia 2 wil gaan uitzenden. De laatste aflevering werd op 20 december 2019 uitgezonden, hiermee kwam er in 2019 een definitief einde aan Utopia.

## Prijzen
- Op 2 maart 2015 won Utopia een van De TV-Beelden in de categorie 'beste nieuwe format'.

## Trivia
- De band Miss Montreal maakte het nummer Say heaven say hell dat dient als openingsmelodie van het programma. Dit nummer werd ook in de Duitse en Turkse versie gebruikt. Voor de Amerikaanse versie werd het echter ingezongen door de Amerikaanse rockband Daughtry.[46][47]
- Inwoonster Isabella bracht met zanger Wolter Kroes de single Ik ben je prooi uit en behaalde daarmee de eerste plaats in de Nederlandse Single Top 100.[48]
- Inwoonster Charlotte bracht met rapper Yes-R de single Koninkrijk uit die eindigde op de 67e plek in de Nederlandse Single Top 100.[49]
- Inwoner Ivan raakte in opspraak toen hij puppy Arthur in het programma een trap gaf, de puppy heeft niet veel later het programma verlaten.[50]
- Vier inwoners, Ruud[51], Billy[52], Ivan[53] en Bas[54], hebben twee keer deelgenomen aan het programma.
- Meerdere inwoners zijn later een of meerdere dagen teruggekomen in Utopia met speciale dagen.
- Inwoner Cemal mocht het programma een aantal dagen verlaten om zijn vader in Turkije na 24 jaar voor het eerst te ontmoeten.[55]
- Inwoner Jacco mocht het programma 1 dag verlaten om een optreden te doen op het terrein van Dutch Valley.
- Inwoner Baldr hertrouwde met zijn vrouw in Utopia.[56]
- De tweeling Fay en Demi belandden door hun deelname aan het programma op nummer 224 en 225 op de lijst van FHM 500 mooiste vrouwen.[57]
- Inwoonster Linda mocht twee dagen het programma verlaten om Utopia te vertegenwoordigen in het programma Stelletje Pottenbakkers!, ze eindigde als derde.[58]
- Het Utopia-koppel Ruud en Rowena deden na hun deelnamen mee aan het programma Temptation Island VIPS, om hun relatie te testen.[59]
- Inwoner Jessie maakte op 18 december 2018[60] en inwoonster Billy Bakker op 9 september 2019[61] hun entree in Utopia's opvolger: Utopia 2. Hiermee zijn het de enige twee kandidaten die aan beide delen van het programma deelnamen.